# Acide iséthionique
L'acide iséthionique est un composé organosulfuré de formule chimique HOCH2CH2SO3H. Il s'agit d'un acide sulfonique ayant également une fonction alcool primaire. Il se présente sous la forme d'un solide blanc soluble dans l'eau utilisé pour la production de tensioactifs et la synthèse industrielle de la taurine. Il est généralement distribué sous forme d'un sel de sodium, l'iséthionate de sodium HOCH2CH2SO3Na.
Il a été historiquement produit par réaction d'éthanol CH3CH2OH sur du trioxyde de soufre SO3 mais peut également être produit par l'hydrolyse en deux temps du sulfate de carbyle :
Son mode de synthèse contemporain repose cependant sur la réaction de l'oxyde d'éthylène C2H4O avec le bisulfite de sodium NaHSO3, qui donne l'iséthionate de sodium :
L'oxydation du β-mercaptoéthanol HOCH2CH2SH avec 60 % massique de peroxyde d'hydrogène H2O2 donne jusqu'à 99,9 % d'acide iséthionique pur avec un rendement élevé (95,9 % du rendement théorique) sous forme de solution aqueuse à 50 % massique après élimination de l'acide sulfurique H2SO4 formé comme sous-produit.
L'acide iséthionique intervient dans la production de la taurine NH2CH2CH2SO3H. Sa déshydratation donne l'acide vinylsulfonique CH2=CHSO3H. Sa forte polarité et la bonne solubilité de ses sels de métaux alcalins conviennent bien à son utilisation pour produire des tensioactifs anioniques à partir d'acides gras à longue chaîne, tensioactifs ayant l'intérêt d'être biodégradables. L'acide iséthionique est également utilisé comme contre-ion dans certaines formulations pharmaceutiques telles que des antimicrobiens à base d'hexamidine et de pentamidine.
Une étude de 1962 a observé la production de taurine et d'acide iséthionique à partir de cystéine HSCH2CH(NH2)COOH par des cellules de cœur de chien.